# Diocesi di Oppido Mamertina-Palmi

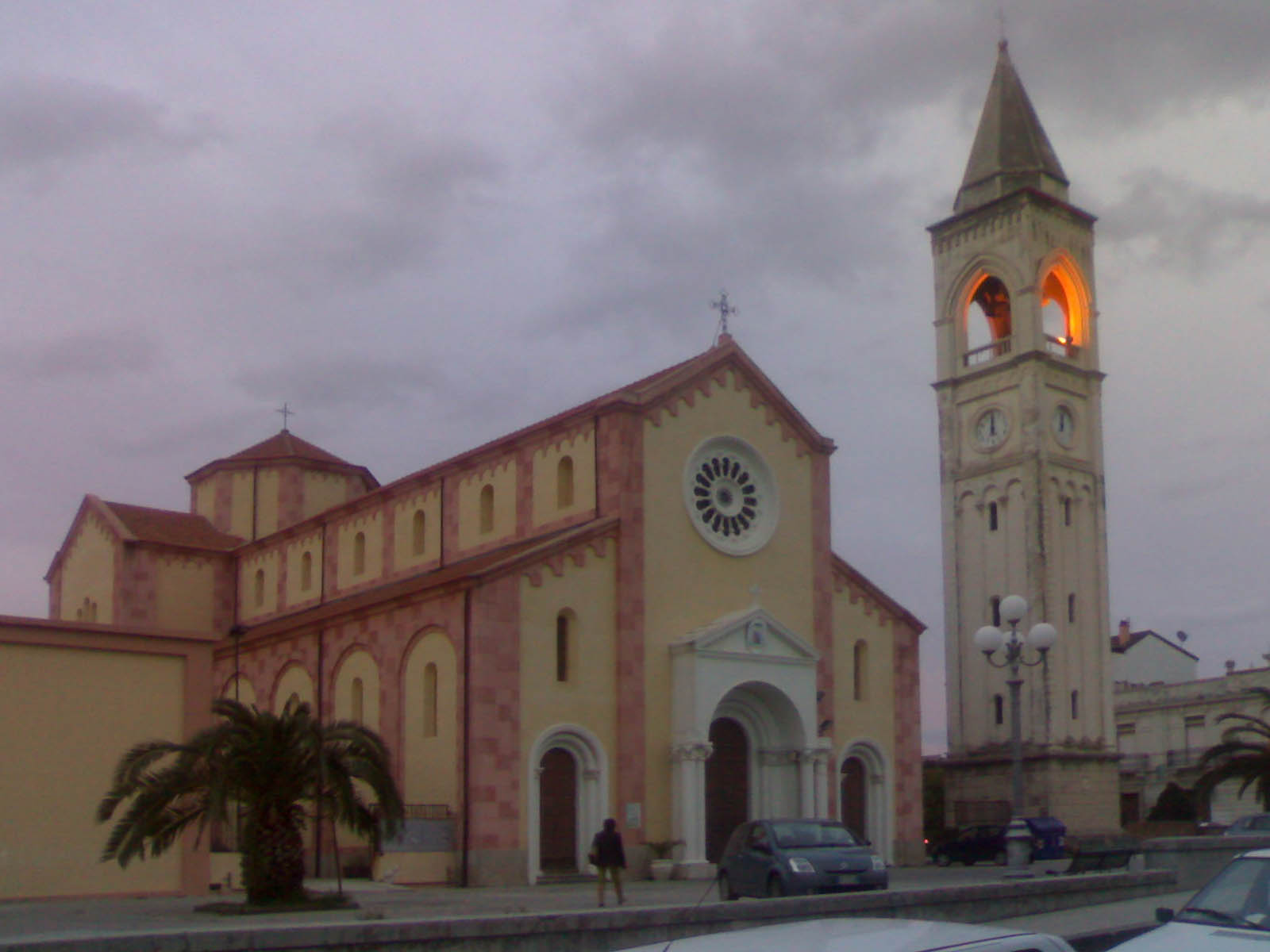
La concattedrale di Palmi.

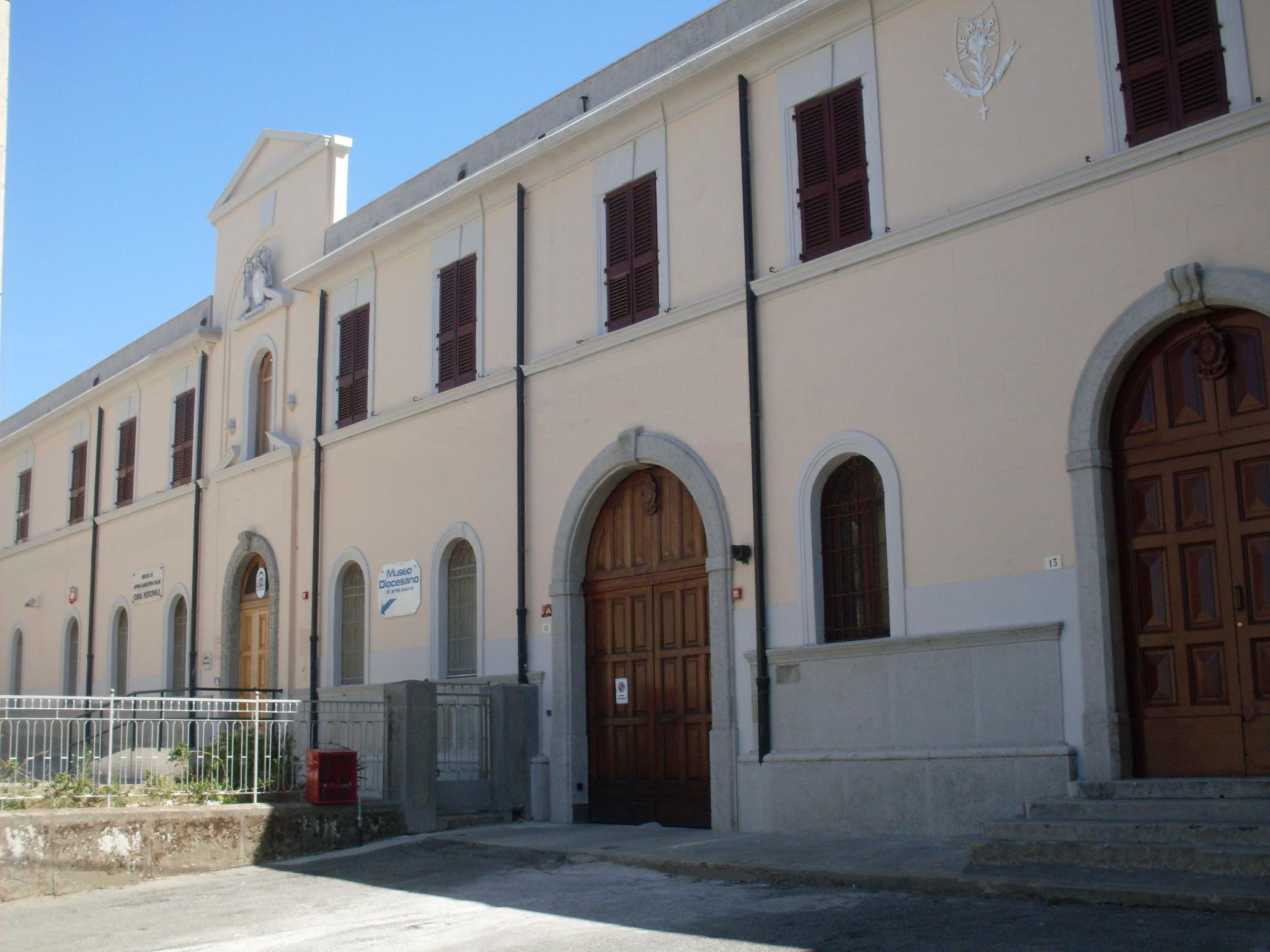
Il palazzo vescovile di Oppido Mamertina.

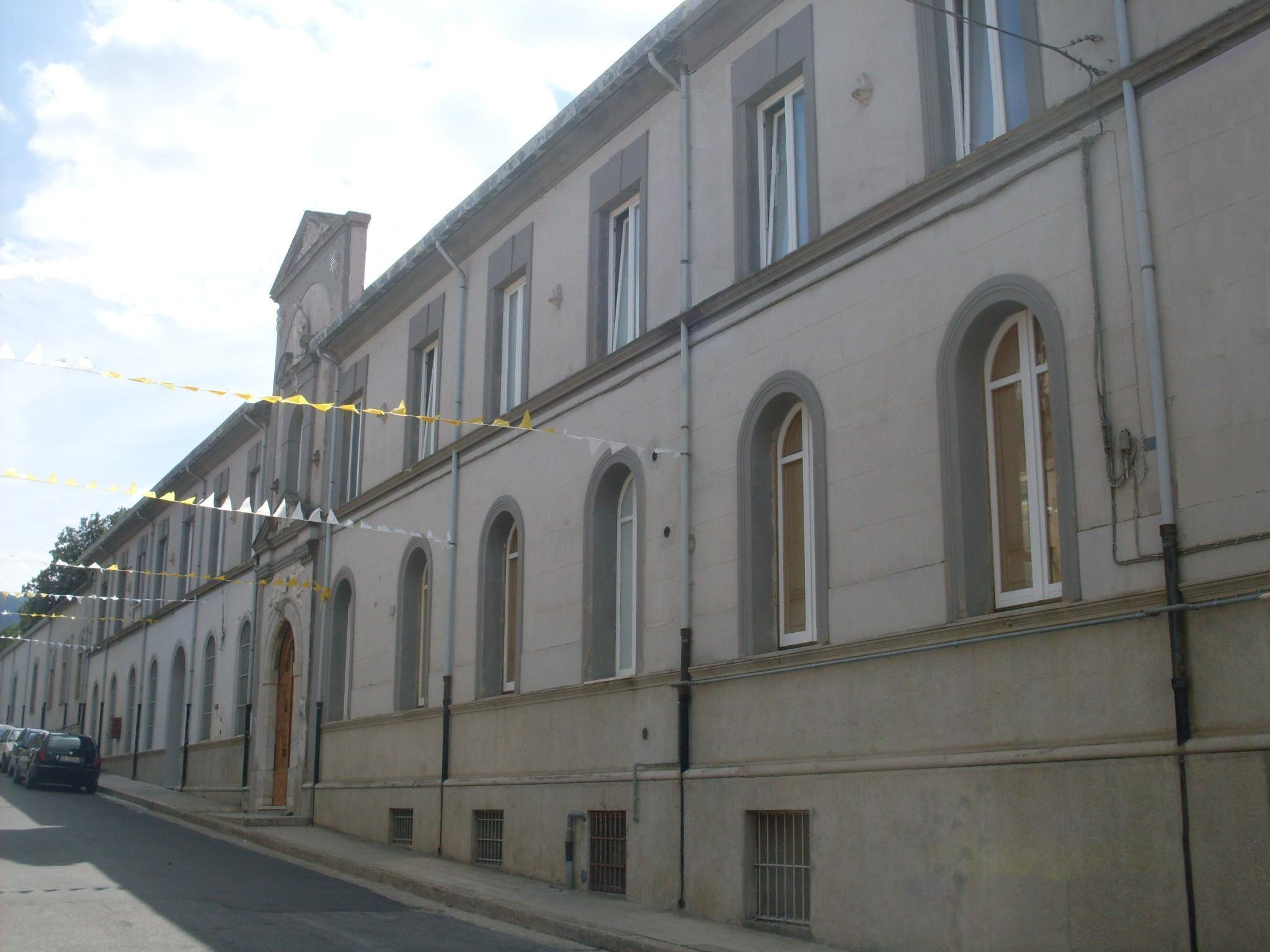
Il seminario vescovile.

La diocesi di Oppido Mamertina-Palmi (in latino Dioecesis Oppidensis-Palmarum) è una sede della Chiesa cattolica in Italia suffraganea dell'arcidiocesi di Reggio Calabria-Bova appartenente alla regione ecclesiastica Calabria. Nel 2023 contava 172.000 battezzati su 176.600 abitanti. È retta dal vescovo Giuseppe Alberti.

## Santi patroni
I santi patroni sono:
- Maria Santissima Annunziata (25 marzo), patrona principale della diocesi[1] e patrona di Oppido Mamertina;
- San Nicola di Bari (6 dicembre), patrono secondario della diocesi[1][2] e patrono di Palmi.

## Territorio
La diocesi comprende 33 comuni della città metropolitana di Reggio Calabria: Anoia, Candidoni, Cinquefrondi, Cittanova, Cosoleto, Delianuova, Feroleto della Chiesa, Galatro, Giffone, Gioia Tauro, Laureana di Borrello, Maropati, Melicuccà, Melicucco, Molochio, Oppido Mamertina, Palmi, Polistena, Rizziconi, Rosarno, Santa Cristina d'Aspromonte, San Ferdinando, San Giorgio Morgeto, Scido, San Pietro di Caridà, Seminara, San Procopio, Sant'Eufemia d'Aspromonte, Sinopoli, Serrata, Taurianova, Terranova Sappo Minulio e Varapodio.
Sede vescovile è la città di Oppido Mamertina, dove si trovano la cattedrale di Santa Maria Assunta, il Palazzo Vescovile, il Museo diocesano e il Seminario vescovile. A Palmi sorgono la concattedrale di San Nicola e gli uffici di curia diocesana.
Sono ubicati a Gioia Tauro la casa del laicato "Mons. Luciano Bux" con l'Istituto Superiore Teologico Pastorale "San Giovanni XXIII" e a Rizziconi l'auditorium diocesano "Casa di Nazareth".
Hanno il titolo di santuari diocesani la cattedrale di Oppido Mamertina, la basilica di Maria Santissima dei Poveri a Seminara, unica chiesa della diocesi ad avere il titolo di basilica minore, e le chiese di Maria Santissima del Rosario a Cittanova, di San Rocco a Cosoleto, di Maria Santissima delle Grazie a Oppido Mamertina, di Maria Santissima del Carmelo a Palmi, di Maria Santissima dell'Itria a Polistena, di Maria Santissima di Patmos a Rosarno, del Santissimo Crocifisso a Terranova Sappo Minulio e di Maria Santissima Immacolata di Lourdes a Molochio.

### Vicariati e parrocchie
Il territorio si estende su 930 km² ed è suddiviso in 4 vicariati (Gioia Tauro-Rosarno, Oppido Mamertina-Taurianova, Palmi e Polistena) per un totale di 67 parrocchie.

## Storia
Non si conosce la data esatta dell'istituzione della diocesi di Oppido. Essa compare per la prima volta sul finire della dominazione bizantina in Calabria, documentata in un atto di donazione del 1044. È presumibile che la fondazione della diocesi sia anteriore a questa data, ma non di molto, perché non appare in nessuna Notitia Episcopatuum del patriarcato di Costantinopoli del X secolo. Il primo vescovo conosciuto è Nicola, menzionato in un diploma del 1053.
Un'attenta analisi degli avvenimenti accaduti nel Mezzogiorno, nella prima metà dell'XI secolo, porta diversi studiosi, tra i quali Kehr, Duchense, Holtzmann e Bruck, a ritenere che l'istituzione della diocesi di Oppido coincide con l'epoca della ristrutturazione politico-religiosa compiuta dal catepano Basilio Busiano, nel decennio di suo governo (1018-1028). In particolare nell'anno 1025 si attuò una strategia militare mirante al rafforzamento delle difese della città di Reggio, ed è proprio in questo contesto che Oppido, ricco capoluogo politico-amministrativo della Turma delle Saline, posta sull'altopiano, lungo la Via Islamica che dal Tirreno conduceva allo Ionio, dotata di una preminenza militare e di un possente Castello che le conferiva una funzione di avvistamento e di bastione, poteva svolgere un compito di difesa della popolazione e di sbarramento agli assalti ostili provenienti da Nord. L'istituzione in Oppido del vescovado nell'anno 1025 rispondeva pienamente all'esigenza di una garanzia militare ed ecclesiastica.
La diocesi nasce in contesto bizantino come diocesi di rito greco, rito che si mantenne malgrado i tentativi dei Normanni di abrogarlo, e che fu ufficialmente soppresso dal vescovo Atanasio Chalkeopoulos nel 1482; tuttavia le ultime testimonianze dell'uso del rito bizantino risalgono al 1634. L'uso e lo studio del greco era così diffuso negli ambienti ecclesiastici, che il vescovo Stefano (1294-1301) fu incaricato da Carlo II d'Angiò di tradurre dal greco importanti testi di medicina, mentre il vescovo Girolamo (1449-1472) fu presentato a papa Niccolò V come maestro di greco.
Nel 1472 la diocesi di Oppido fu unita aeque principaliter a quella di Gerace sotto il vescovo Atanasio Chalkeopoulos. Nel 1536 Oppido ritornò indipendente con il vescovo Pietro Andrea Ripanti. Il periodo dell'unione «è forse il periodo più oscuro per le due comunità, cui sovrintesero da lontano unicamente dei [vescovi] commendatari, spesso di grado cardinalizio».
Dopo il concilio di Trento i vescovi si resero più presenti in diocesi. Francesco de Noctucis (1542-1548) fu il primo vescovo, dopo oltre un secolo, a risiedere stabilmente in diocesi. Il vescovo Giovanni Battista Montani (1632-1662) restaurò la cattedrale e il palazzo vescovile; a Bisanzio Fili si deve la fondazione nel 1701 del seminario vescovile, che ricevette un'efficace impostazione metodica, scolastica e disciplinare grazie all'opera del vescovo Giuseppe Maria Perrimezzi (1714-1734).
Il 5 febbraio 1783 l'antico abitato di Oppido fu completamente distrutto da un tremendo terremoto, che rase al suolo tutte le strutture diocesane. Lo stesso anno moriva anche il vescovo Nicolò Spedalieri e la diocesi rimase vacante per circa un decennio. Spettò al vescovo Alessandro Tommasini (1792-1818) iniziare la ricostruzione delle strutture diocesane nella nuova sede in località Tuba; in particolare ricostruì il seminario. Il vescovo Francesco Maria Coppola consacrò la nuova cattedrale il 23 giugno 1844; nuovamente distrutta dal terremoto del 1908, fu ricostruita ed inaugurata nel 1935. A Nicola Canino (1936-1951) si deve la costruzione dell'odierno palazzo vescovile, dove, in alcune sale, è ospitato dal 2003 il museo diocesano fondato dal vescovo Luciano Bux.
Il 12 marzo 1927 la diocesi si ingrandì con la parrocchia di Molochio, già appartenuta all'arcidiocesi di Reggio Calabria.
Dopo le dimissioni del vescovo Maurizio Raspini nel 1965, la diocesi restò vacante per 14 anni, durante i quali fu affidata in amministrazione prima a Giovanni Ferro, arcivescovo di Reggio Calabria, e poi a Santo Bergamo, vescovo ausiliare di Mileto.
Il 10 giugno 1979, in forza del decreto Quo aptius della Congregazione per i Vescovi, la piccola diocesi di Oppido ingrandì notevolmente il proprio territorio con l'acquisizione di 25 comuni della provincia di Reggio Calabria sottratti alla diocesi di Mileto, per un totale di circa 50 parrocchie: Anoia, Candidoni, Cinquefrondi, Cittanova, Feroleto della Chiesa, Galatro, Gioia Tauro, Giffone, Laureana di Borrello, Maropati, Melicuccà, Melicucco, Palmi, Polistena, Rizziconi, Rosarno, Sant'Eufemia d'Aspromonte, San Ferdinando, San Giorgio Morgeto, San Pietro di Caridà, San Procopio, Seminara, Serrata, Sinopoli e Taurianova. Contestualmente la diocesi ha assunto il nome di diocesi di Oppido Mamertina-Palmi. Queste sono state le premesse per la nomina dopo molti anni di un nuovo vescovo, Santo Bergamo, il 15 giugno del medesimo anno.
La diocesi ha quindi riacquisito parte della sua antica estensione territoriale, difatti Oppido, capoluogo della Turma delle Saline, era il centro non solo amministrativo, ma anche religioso dell'area collocata immediatamente a nord di Reggio Calabria includente l'attuale Piana di Gioia Tauro, come si evince dal corpus di 47 atti di donazione alla cattedrale di Sant'Agata (antico Kastron di Oppido), risalenti al periodo compreso tra il 1050 ed il 1064/65. Ciò ha ispirato il vescovo Francesco Milito a commissionare tre grandi dipinti collocati nel catino absidale della cattedrale ove al centro troneggia il Cristo Pantocratore e, segnatamente, alla sua destra la Vergine Madre che con una pergamena in mano chiede al Figlio la benedizione della chiesa di Haghia Hagaté, cioè Oppido nell'eparchia delle Saline.

## Cronotassi dei vescovi
Si omettono i periodi di sede vacante non superiori ai 2 anni o non storicamente accertati.
- Nicola † (menzionato nel 1053)
- Anonimo † (menzionato nel 1188)
- Anonimo † (episcopus electus menzionato nel 1271 e nel 1272)
- Anonimo † (menzionato tra il 1274 e il 1280)[30]
- Stefano † (prima di dicembre 1294 - dopo il 1301)
- Barnaba I † (? deceduto)
- Gregorio da Gerace † (1º marzo 1339 - ? deceduto)
- Barnaba II, O.S.B.I. † (18 maggio 1349 - 1352 deceduto)
- Nicola † (24 novembre 1352 - ? deceduto)
- Antonio, O.S.B.I. † (24 gennaio 1364 - ? deceduto)
- Stefano † (? deceduto)
- Simone † (15 marzo 1372 - 1394 deceduto)
- Giannino Malatacca † (3 giugno 1394 - 1400 deceduto)
- Simone Corvo † (18 agosto 1400 - 1423 deceduto)
- Antonio di Carolei † (23 luglio 1423 - 25 febbraio 1429 nominato vescovo di Bisignano)
- Tommaso Rossi † (18 marzo 1429 - 23 dicembre 1429 nominato vescovo di Strongoli)
- Venturello † (13 febbraio 1430 - 1449 deceduto)
- Girolamo, O.E.S.A. † (1º settembre 1449 - 1472 deceduto)
- Atanasio Calceofilo, O.Cist. † (1472 - 4 novembre 1497 deceduto)
- Troilo Carafa † (27 novembre 1497 - circa 1501 deceduto)
- Jaime de Conchillos † (23 febbraio 1505 - 25 febbraio 1509 nominato vescovo di Catania)
- Bandinello Sauli † (1509 - 19 novembre 1517 dimesso)
  - Francesco Armellini Pantalassi de' Medici † (19 novembre 1517 - 6 giugno 1519 dimesso) (amministratore apostolico)
  - Alessandro Cesarini † (6 giugno 1519 - 15 giugno 1519 dimesso) (amministratore apostolico)
- Girolamo Planca † (15 giugno 1519 - 21 agosto 1534 deceduto)
- Pietro Andrea Ripanti † (28 gennaio 1536 - 2 settembre 1536 deceduto)
  - Alessandro Cesarini † (2 settembre 1536 - 20 febbraio 1538 dimesso) (amministratore apostolico, per la seconda volta)
- Ascanio Cesarini † (20 febbraio 1538 - 1542 dimesso o deceduto)
- Francesco de Noctucis † (5 luglio 1542 - 1548 deceduto)
- Tommaso Caselli, O.P. † (7 maggio 1548 - 3 ottobre 1550 nominato vescovo di Cava de' Tirreni)
- Vincenzo Spinelli † (3 ottobre 1550 - 1561 dimesso)
- Teofilo Galluppi † (10 marzo 1561 - 13 aprile 1567 deceduto)
- Giovan Mario De Alessandris † (19 settembre 1567 - 9 febbraio 1573 nominato vescovo di Mileto)
- Sigismondo Mangiaruga † (29 maggio 1573 - 1583 deceduto)
- Andrea Canuto † (28 novembre 1583 - 1605 dimesso)
- Giulio Ruffo † (12 settembre 1605 - 1609 deceduto)
- Antonio Cisoni † (2 dicembre 1609 - 14 giugno 1629 deceduto)
- Fabrizio Caracciolo Pisquizi † (28 gennaio 1630 - 1631 deceduto)
- Giovanni Battista Pontano (o Montano) † (19 gennaio 1632 - maggio 1662 deceduto)
- Paolo Diano † (12 marzo 1663 - novembre 1673 deceduto)
- Vincenzo Ragni, O.S.B. † (19 febbraio 1674 - 3 dicembre 1693 deceduto)
- Bernardino Plastina, O.M. † (25 gennaio 1694 - 16 febbraio 1697 deceduto)
- Bisanzio Fili † (27 gennaio 1698 - 11 aprile 1707 nominato vescovo di Ostuni)
- Giuseppe Placido De Pace, C.O. † (1º agosto 1707 - 5 gennaio 1709 deceduto)
  - Sede vacante (1709-1714)
- Giuseppe Maria Perrimezzi, O.M. † (26 febbraio 1714 - 18 febbraio 1734 dimesso)
- Leone Luca Vita † (15 febbraio 1734 - 24 ottobre 1747 deceduto)
- Ferdinando Mandarani † (29 gennaio 1748 - 9 novembre 1769 deceduto)
- Nicolò Spedalieri † (29 gennaio 1770 - 5 aprile 1783 deceduto)
  - Sede vacante (1783-1792)
- Alessandro Tommasini † (26 marzo 1792 - 25 maggio 1818 nominato arcivescovo di Reggio Calabria)
- Ignazio Greco † (4 giugno 1819 - 11 dicembre 1821 deceduto)
- Francesco Maria Coppola † (19 aprile 1822 - 11 dicembre 1851 deceduto)
- Michele Caputo, O.P. † (27 settembre 1852 - 27 settembre 1858 nominato vescovo di Ariano)
- Giuseppe Teta † (20 giugno 1859 - 11 febbraio 1875 deceduto)
- Antonio Maria Curcio † (11 febbraio 1875 succeduto - 15 luglio 1898 deceduto)
- Domenico Scopelliti † (28 novembre 1898 - 15 dicembre 1919 dimesso[31])
- Antonio Galati † (15 dicembre 1919 - 1º luglio 1927 nominato arcivescovo di Santa Severina)
- Giuseppe Antonio Caruso † (26 agosto 1927 - 6 luglio 1928 dimesso[32])
- Giovanni Battista Peruzzo, C.P. † (19 ottobre 1928 - 15 gennaio 1932 nominato vescovo di Agrigento)
- Nicola Colangelo † (4 aprile 1932 - 16 dicembre 1935 nominato vescovo di Nardò)
- Nicola Canino † (30 dicembre 1936 - 11 aprile 1951 dimesso[33])
  - Sede vacante (1951-1953)
- Maurizio Raspini † (9 maggio 1953 - 6 gennaio 1965 dimesso[34])
  - Sede vacante (1965-1979)[35]
- Santo Bergamo † (15 giugno 1979[36] - 11 ottobre 1980 deceduto)
- Benigno Luigi Papa, O.F.M.Cap. † (29 settembre 1981 - 11 maggio 1990 nominato arcivescovo di Taranto)
- Domenico Crusco † (7 febbraio 1991 - 6 marzo 1999 nominato vescovo di San Marco Argentano-Scalea)
- Luciano Bux † (5 febbraio 2000 - 2 luglio 2011 ritirato)
- Francesco Milito (4 aprile 2012 - 21 settembre 2023 ritirato)
- Giuseppe Alberti, dal 21 settembre 2023

## Statistiche
La diocesi nel 2023 su una popolazione di 176.600 persone contava 172.000 battezzati, corrispondenti al 97,4% del totale.
| anno | popolazione | popolazione | popolazione | presbiteri | presbiteri | presbiteri | presbiteri                | diaconi | religiosi | religiosi | parrocchie |
| anno | battezzati  | totale      | %           | numero     | secolari   | regolari   | battezzati per presbitero | diaconi | uomini    | donne     | parrocchie |
| ---- | ----------- | ----------- | ----------- | ---------- | ---------- | ---------- | ------------------------- | ------- | --------- | --------- | ---------- |
| 1948 | 42.000      | 42.000      | 100,0       | 47         | 47         |            | 893                       |         |           |           | 20         |
| 1969 | 30.175      | 30.175      | 100,0       | 33         | 33         |            | 914                       |         |           | 38        | 21         |
| 1980 | 175.000     | 175.000     | 100,0       | 120        | 100        | 20         | 1.458                     |         | 20        | 110       | 74         |
| 1987 | 160.000     | 160.000     | 100,0       | 117        | 101        | 16         | 1.367                     |         | 16        | 200       | 63         |
| 1999 | 174.430     | 177.430     | 98,3        | 104        | 87         | 17         | 1.677                     | 2       | 21        | 245       | 64         |
| 2000 | 174.000     | 177.430     | 98,1        | 100        | 81         | 19         | 1.740                     | 7       | 24        | 235       | 65         |
| 2001 | 174.000     | 177.430     | 98,1        | 97         | 79         | 18         | 1.793                     | 7       | 23        | 230       | 65         |
| 2002 | 174.000     | 177.430     | 98,1        | 96         | 81         | 15         | 1.812                     | 7       | 20        | 215       | 65         |
| 2003 | 174.000     | 177.430     | 98,1        | 99         | 81         | 18         | 1.757                     | 8       | 24        | 184       | 65         |
| 2004 | 173.990     | 177.400     | 98,1        | 101        | 84         | 17         | 1.722                     | 8       | 23        | 180       | 65         |
| 2013 | 180.200     | 187.200     | 96,3        | 97         | 86         | 11         | 1.857                     | 22      | 16        | 150       | 66         |
| 2016 | 172.900     | 179.600     | 96,3        | 99         | 83         | 16         | 1.746                     | 22      | 23        | 174       | 66         |
| 2019 | 172.640     | 179.280     | 96,3        | 110        | 86         | 24         | 1.569                     | 29      | 30        | 109       | 66         |
| 2021 | 173.418     | 175.698     | 98,7        | 112        | 89         | 23         | 1.548                     | 32      | 27        | 109       | 66         |
| 2023 | 172.000     | 176.600     | 97,4        | 117        | 94         | 23         | 1.470                     | 32      | 27        | 120       | 67         |